# Gloria Amparo Galeano Garcés
 (novembre 2011).
Si vous disposez d'ouvrages ou d'articles de référence ou si vous connaissez des sites web de qualité traitant du thème abordé ici, merci de compléter l'article en donnant les références utiles à sa vérifiabilité et en les liant à la section « Notes et références ».
Gloria Amparo Galeano Garcés, née le 22 avril 1958 à Medellín et morte le 23 mars 2016, est une botaniste et ingénieur agronome colombienne. 

## Biographie
Gloria Amparo Galeano Garcés suit des études d'agronomie à l'Université Nationale. Elle obtient son diplôme d'ingénieur agronome en 1983 à l'Université nationale de Colombie à Medellin.
De 1982 à 1984, elle travaille au Department of Forest Resources de la même université. En octobre 1984, elle est nommée à l'Institut des sciences naturelles de l'Universidad Nacional de Colombia à Bogota. En 1996, elle remporte le Premier Prix de Sciences exactes, Physiques et Naturelles de la Fondation Alejandro Escobar Angel. Elle obtient son doctorat en sciences biologiques à l'Université d'Aarhus, au Danemark, en 1997. Entre 2003 et 2006, elle a été directrice de l'Institut des sciences naturelles.

## Travaux
Ses travaux portent principalement sur l'étude de la taxonomie des plantes, en particulier sur la famille des Palmiers en Colombie, en particulier dans les départements d'Antioquia et Amazon.
Elle a publié plus de 20 articles et plusieurs livres sur la systématique des palmiers, et publié en collaboration avec Andrew Henderson, une monographie sur les genres Euterpe, Prestoea et Neonicholsonia dans Flora Neotropica.
Leurs travaux de recherche à l'Institut des Sciences Naturelles de Bogota accord avec la taxonomie des palmiers, en particulier dans la flore et de la végétation de la région du Chaco, où ils ont également mené des recherches d'ethnobotanique.
Elle participe, entre autres, au projet de Dictionnaire espagnol des noms communs des plantes en Colombie et au Livre rouge de la Colombie de plantes en voie de disparition.
En collaboration avec Rodrigo Bernal, Galeano Garcés préparé un lexique des noms communs des plantes colombiennes.
En outre, elle est impliquée dans la conservation des espèces végétales menacées. Ils ont développé un Livre rouge des plantes en voie de disparition en Colombie, en quatre volumes. Le premier volume a été publié en 2002.
En 2013, avec Rodrigo Bernal , ils font la description d'un superbe nouveau palmier le Sabinaria magnifica, découvert à la frontière de la Colombie et du Panama, dans la forêt tropicale humide d'altitude  . Le nom de genre Sabinaria a été donné en honneur de Sabina Bernal Galeano (1995-) fille des deux botanistes .

## Livres publiés
- (en) Gloria Galeano, Andrew Henderson et Rodrigo Bernal, Field Guide to the Palms of the Americas, Princeton, Princeton University Press, 1995 (ISBN 0-691-08537-4, lire en ligne)
- (en) Andrew Henderson et Gloria Galeano, « Euterpe, Prestoea, and Neonicholsonia (Palmae) », Flora Neotropica, vol. 72,‎ 16 décembre 1996, p. 1-89 (ISSN 0071-5794, lire en ligne)

## Sources
- (de) Cet article est partiellement ou en totalité issu de l’article de Wikipédia en allemand intitulé « Gloria Amparo Galeano Garcés » (voir la liste des auteurs).
- (es) Cet article est partiellement ou en totalité issu de l’article de Wikipédia en espagnol intitulé « Gloria Galeano Garcés » (voir la liste des auteurs).
- Gloria Amparo Galeano Garcés - Jstor Plant Sciences
- International Pflantnames Index